# موسى البلوي
موسى سعد البلوي(ولد في 12 فبراير 2002-) لاعب كرة قدم سعودي و يلعب كلاعب وسط يلعب في نادي الخالدي.

## مسيرة اللاعب
لعب في الفئات السنية في نادي الصقور و لعب بعدها مع نادي الخالدي.